# Lugh
Lugh („der Leuchtende“ oder „der Krieger“, altir.: Lug mac Ethnenn [Luɣ mak 'eθʴnʴeɴ]), der auch die Beinamen Lamhfhada („der mit dem langen Arm“) und Samildánach („der Kunstfertige“) hat, ist eine Gottheit aus dem mythologischen Zyklus der keltischen Mythologie Irlands.

## Geburt und Familie
Seine Mutter ist Ethne, die Tochter des Fomoren-Königs Balor und sein Vater Cian, ein Druide und Sohn des Arztes Dian Cecht der Túatha Dé Danann. Einer Prophezeiung nach war es Balor bestimmt, durch die Hand seines Enkels zu sterben. Aus diesem Grund schloss er seine Tochter in einen Turm aus Kristall ein, um zu verhindern, dass sie schwanger werden konnte. Dennoch gelingt es Cian mit Hilfe der Druidin Birog, in den Turm einzudringen. Aus dieser Verbindung stammt Lugh, den Balor nach seiner Geburt ins Meer schleudert. Birog rettet den Säugling und übergibt ihn Manannan mac Lir, der so sein Ziehvater wird. Seine Amme wird Tailtiu.
Der Sage Compert Con Chulainn („Cú Chulainns Empfängnis“) nach zeugt Lugh mit der sterblichen Deichtire den Halbgott Cú Chulainn, der auch als Lughs Reinkarnation gilt. In der Erzählung Aided Chlainne Tuirenn („Der Tod der Kinder Tuirenns“) wird sein Vater Cian von den Brüdern Brian, Iuchar und Iucharba erschlagen. Lugh rächt diesen Mord, indem er den dreien schwere Sühneaufgaben stellt, an denen sie schließlich zugrunde gehen.

## Mythologie
Die Erzählung Cath Maige Tuired („Die Schlacht von Mag Tuired“) schildert, wie der Gott nach Tara reist und dort während eines Festes vor der Königsburg ankommt. Da nur diejenigen eintreten dürfen, die eine besondere Fähigkeit nachweisen können, wird Lugh vom Türhüter Camal mac Rágail danach befragt. Lugh sagt, er sei ein guter Arbeiter, aber der Türhüter entgegnet, man habe bereits einen bei Hofe und weiteren Bedarf gebe es nicht. So sagt Lugh, er sei Schmied, aber auch hier erhält er dieselbe Antwort. Ebenfalls wäre kein Bedarf an einem guten Kämpfer, einem Schwertkämpfer ohnegleichen, einem Harfner, einem Helden, einem Poeten, einem Historiker, einem Zauberer und einem Handwerker, denn alle diese Fähigkeiten würden bereits von einem Mitglied der Tuatha Dé Danann repräsentiert. Lughs Gegenfrage ist nun, ob sie bereits einen hätten, der all diese Fähigkeiten besitze. Da dies nicht der Fall ist, wie der Torwächter zugeben muss, darf Lugh eintreten und sich den Tuatha Dé Danann anschließen. König Nuada beugt sich dem Besseren und übergibt ihm die Herrschaft.

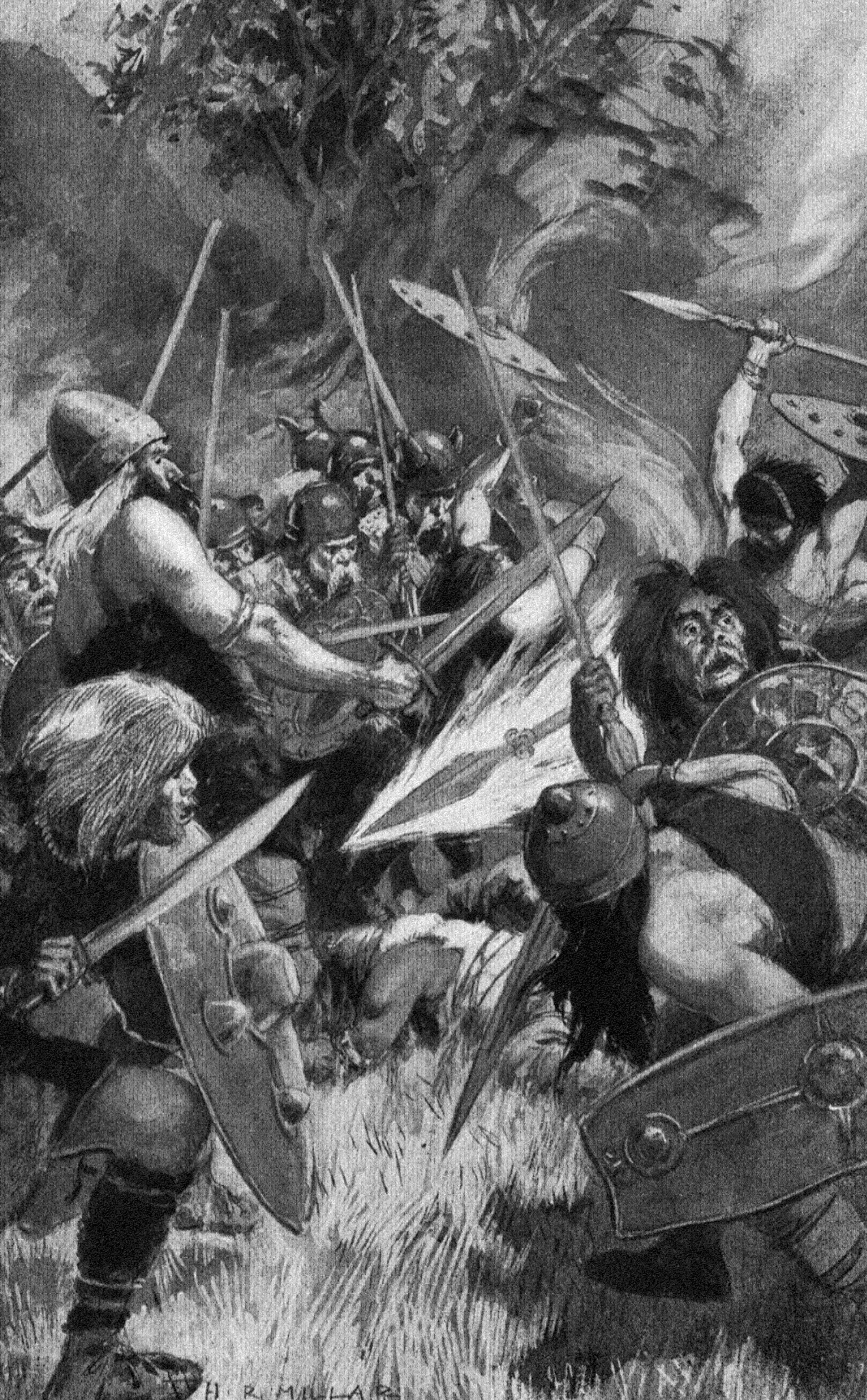
Lughs magischer Speer

In der Zweiten Schlacht von Mag Tuired der Tuatha Dé Danann gegen die Formori behext Lugh die Feinde durch Glám dícenn, indem er, Beschwörungsformeln sprechend, auf einem Bein und mit einem zugekniffenen Auge um das feindliche Heer tanzt. In der Schlacht wird Nuada von Balor mit seinem todbringenden Auge vernichtet. Lugh tötet Balor mit einer Schleuder oder, nach anderer Überlieferung, mit einem magischen Speer. In einer anderen Version der Schlacht wird berichtet, dass Lugh auch den Fomori-König Indech mac Dé Domnann erschlägt, nachdem dieser Ogma getötet hatte.
In der Sage Baile in Scáil („Die Weissagung des Phantoms“) prophezeit Lugh dem zukünftigen König Conn Cétchathach sein Geschick und das seiner Nachkommen. Im Ulster-Zyklus greift er auf der Seite Cú Chulainns in das Geschehen um den „Rinderraub von Cooley“ (Táin Bó Cuailnge) ein.

## Sonstiges
Der Sage nach begründete Lugh in Andenken an seine verstorbene Ziehmutter Tailtiu das Fest Lughnasadh (altir. Lugnasad, modernes Irisch: Lúnasa, am 1. August).
Die Gestalt des Lugh geht wahrscheinlich auf die altkeltische Gottheit Lugus zurück, der als Lugoves auch in mehrfacher Gestalt auftritt und als Gott der Handwerker, insbesondere der Schuster, angesehen wird.
Die Stadt Naas, die Hauptstadt des County Kildare, wurde der bardischen Überlieferung zufolge von Lugh gegründet.
Städtenamen wie Lug(u)dunum oder Luguvalium gehen wohl nicht auf Lugh bzw. Lugus direkt zurück, sondern auf die Bedeutung des Namens Lugos: „Krieger“. Wegen der Bedeutung „Krieger“ sollen die Gallier auch den als Orakel geltenden Rabenvogel als Lugos bezeichnet haben.
In der walisischen Sage entspricht dem Lugh die Gestalt des Llew Llaw Gyffes.